# Tundra

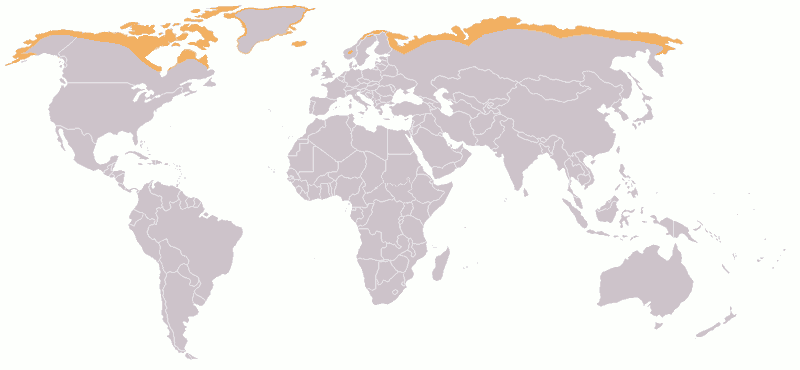
Huvudsaklig utbredning för arktisk tundra.

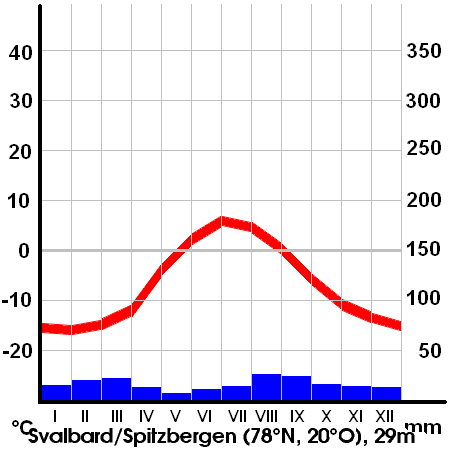
Tundraklimat: Spetsbergen

Tundra (ET i Köppens system) är en klimattyp och en biom, karaktäriserad av permafrost med låg och ömtålig vegetation. Arktisk tundra är det skoglösa området med permafrost mellan tajgan och ishavsområdet i Europa, Asien och Nordamerika (ett fåtal motsvarigheter finns runt södra polarregionen). Alpin tundra finns i bergsområden, där den höga höjden ger motsvarande klimatförhållanden, dock inte alltid med permafrost i strikt mening, men alltid ovanför trädgränsen.
Ordet tundra kommer från Kildinsamiska tūndâr, vilket betyder "skoglöst berg; fjäll".

## Klimat

Isoterm för 10°C i juli.

Tundraklimatet karaktäriseras av att medeltemperaturen på årets varmaste månad inte överstiger +10°C, detta innebär att arktiskt klimat råder. I svenska fjällområden råder generellt sådant klimat uppe på fjället (alpin tundra) samtidigt som klimatet på lägre höjd är subarktiskt. Gränsen mellan klimatzonerna syns tydligt på trädgränsen. Växtsäsongen på tundran varar vanligen 60 till 80 dagar, och frostperioden varar nio till tio månader.
Områden med kontinuerlig permafrost uppträder vanligen i områden med en högsta årsmedeltemperatur på -1°C till -4°C och diskontinuerlig permafrost där årsmedeltemperaturen är lägre än -7°C till -8°C. Marken i tundraområden består oftast av en sula av kontinuerlig eller diskontinuerlig permafrost, i många fall är dock berggrunden helt i dagen. Ovanpå permafrosten ligger en dåligt utvecklad jordmån uppbyggd av torv, vilken är påverkad av frys- och smältperioder. Under sommaren smälter detta övre, så kallade aktiva lager, och bildar en vattenmättad sörja. Det aktiva lagret är vanligen omkring en meter djupt (från 15 cm i torv till fem meter i oskyddad jord). Nederbörden är dock låg, vanligen mindre än 250 mm per år. Vissa tundraregioner är lika torra som polaröknar, men ofta är den relativa luftfuktigheten hög och evaporationen låg.

## Ekologi
Den vattenmättade torven i det aktiva lagret och den underliggande permafrosten både förhindrar en effektiv dränering och djup rotbildning. Jorden är sur till neutral och fattig på näringsämnen. Markkväve är en bristvara, och det finns bara några få ärtväxter med kvävefixerande bakterier. Höga växter som träd kan inte utvecklas under tundrans förhållanden och vegetationen består huvudsakligen av gräs, halvgräs, mossor, lavar och mindre buskar. Snödjupet är den största enskilda faktorn för hur höga växterna blir, och norr om 75:e breddgraden, där klimatet att betrakta som öken eller halvöken, blir mycket få växter högre än fem centimeter. Mellan 50 och 98 procent av biomassan är under markytan. I de alpina miljöerna är blåsten särskilt påtaglig, och många buskar är formade efter vindriktningen. Vissa perenna växter som växer i tundramiljön har på grund av den korta växtperioden utvecklats så att de bildar knopp ett år och blommar ut året därpå. Rotsystemen på växterna är i allmänhet 10–15 cm ner i marken, och markpåverkan, såsom hjulspår, dammbyggen och utvinning av naturresurser skapar betydande spår i landskapet.
Tundravegetationen kan delas upp i två klasser, fjällvegetation respektive tundravegetation. Fjällvegetation (som inte bara återfinns i fjällen) har en tunn och spridd växthorisont i jorden eller växer direkt på berggrunden. Typiska växter för fjällvegetationen är fjällglim och olika medlemmar ur bräckesläktet. Tundravegetationen å andra sidan har en tydlig växthorisont med sammanhängande rotfilt och gör det lättare för många växter att etablera sig. Exempel på tundravegetation är dvärgbjörk, krypande videväxter och olika Vaccinium-arter.
Faunan på den arktiska tundran inkluderar (förutom de flitigt förekommande myggorna) lämmel och andra mindre gnagare, kanin, myskoxe, ren, fjällräv, varg, vessla, isbjörn, fjälluggla och ripor. Flera sjöfåglar, som gäss och svanar, har sin häckning i tundran. I den alpina tundran återfinns, beroende på kontinent, bland annat snöget, tjockhornsfår och wapitihjort.

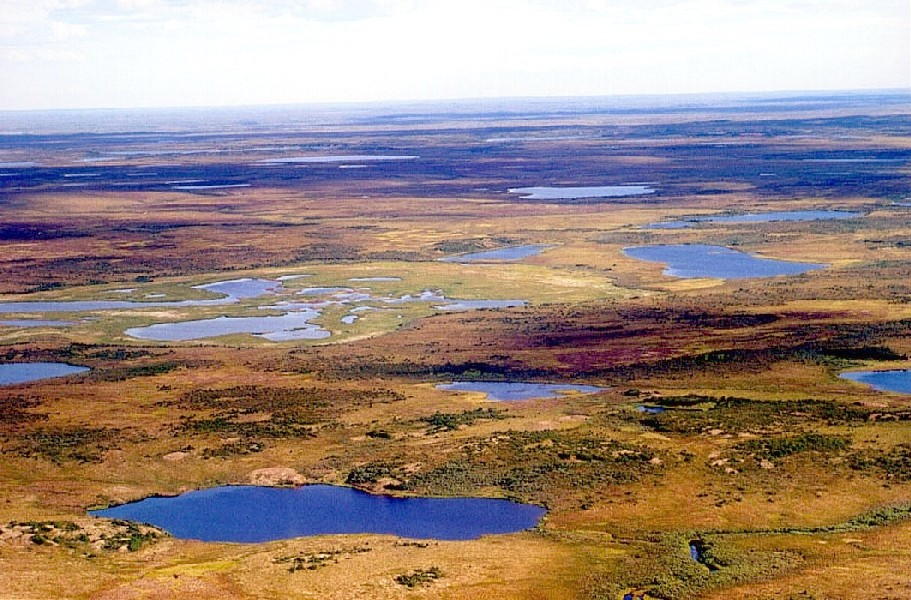
Dudinka vid Jenisej i Sibirien
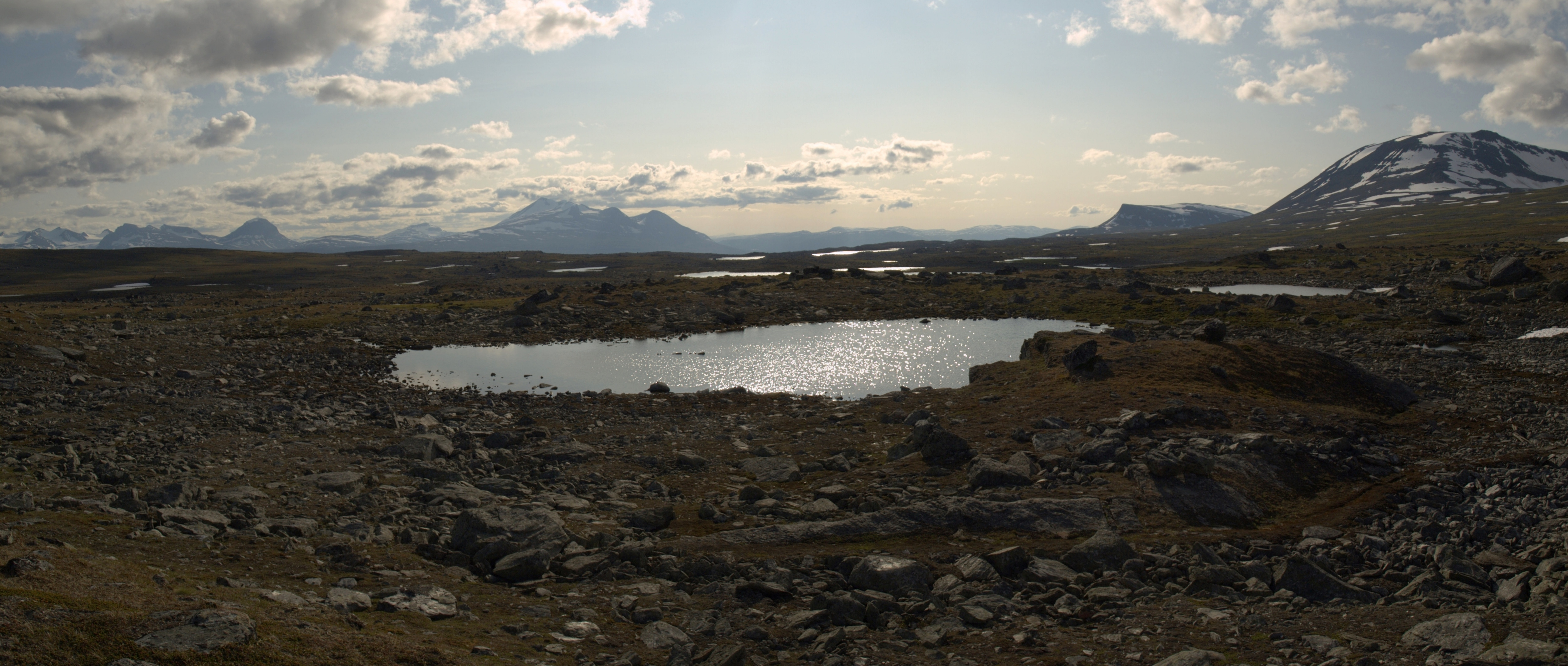
Tundralandskap i Stora Sjöfallets högfjällsmarker